# Peter Weiss (Schlagzeuger)

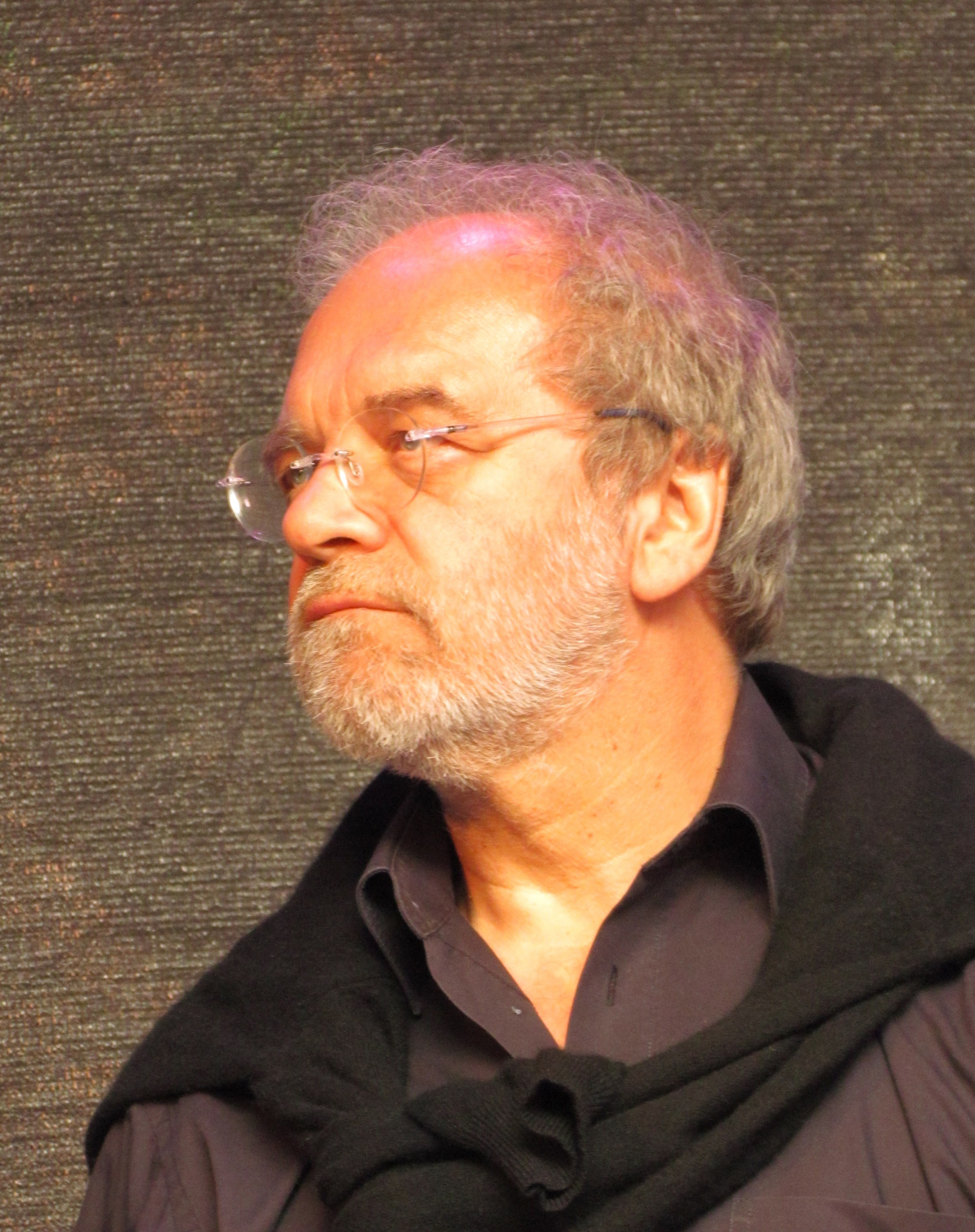
Peter Weiss (2012)

Peter Weiss (* 13. April 1949 in Delve) ist ein deutscher Schlagzeuger des Modern Jazz.

## Leben und Wirken
Weiss begann sechzehnjährig neben der Schriftsetzerlehre mit dem Schlagzeugspiel und nahm zunächst Privatunterricht. Er spielte zunächst in Rhythm-&-Blues-Bands. Er studierte am Robert-Schumann-Konservatorium in Düsseldorf und besuchte 1969/70 die Jazzkurse in Remscheid, wo er Michel Herr und Uli Beckerhoff kennenlernte. 1971 spielte er im Quartett von Wolfgang Engstfeld, anschließend in den Trios von Michel Pilz und von Ed Kröger. Anschließend gehörte er mit Beckerhoff und Engstfeld zur Gruppe „Changes“. Mit dem Trio von Engstfeld (mit Gunnar Plümer) spielte er bei zahlreichen Festivals und die Alben „Direct to Disc“ (1981) und „Drivin’“ (1983) ein; später erweiterte sich das auch 2009 noch bestehende Trio mit Randy Brecker zum Quartett („Mr. Max“, 1989; „ToGether“, 1991). Weiss gründete 1984 ein eigenes Quartett; seit 1988 fungiert er als Co-Leiter eines Quartetts mit Engstfeld. 1989 gründete er die immer noch bestehende All-Star-Besetzung „Jazzpool NRW“. Darüber hinaus spielt er mit der „Swing Factory“ und mit „Big4Swing“. Auch ist er Mitglied des Jazz Ensemble Düsseldorf. Er hat auch mit John Scofield, Christoph Spendel, Matthias Nadolny, Christof Lauer, Sigi Busch, Andy Lumpp, Frank Wunsch, Glen Moore, Florian Poser und Charlie Mariano gearbeitet.
Weiss erhielt mit dem Trio von Engstfeld 1981 den „Förderpreis für Musik“ der Stadt Düsseldorf. Er war von 1990 bis 1995 Mitglied des Musikbeirats und der Förderpreisjury Düsseldorf und gehört der nordrhein-westfälischen Jury von „Jugend jazzt“ an. Seit 1979 organisiert er die Konzertreihe „Jazz im Hofgarten Düsseldorf“; er ist auch für die künstlerische Leitung der Jazz-Schmiede verantwortlich.

## Diskographische Hinweise
- Mallet Connection (1978, mit Wolfgang Engstfeld, Christof Lauer, Wolfgang Lackerschmid, Ed Kröger, Peter Bockius)
- Randy Brecker, Wolfgang Engstfeld, Gunnar Plümer, Peter Weiss Mr. Max! (1989)
- Michel Pilz Melusina (1991, mit Itaru Oki, Christian Ramond)
- Bob Degen/Hartmut Kracht/Peter Weiss Joy feat. Zbigniew Namysłowski (1993)
- Personal Choice (1995, mit Uli Beckerhoff, Detlev Beier, Bob Degen, Wolfgang Engstfeld, Claus Fischer, Norbert Gottschalk, Paul Imm, Hartmut Kracht, Achim Kaufmann, Michael Küttner, Andy Lumpp, Werner Neumann, Michel Pilz, Gunnar Plümer, Hugo Read, Jochen Schmidt)
- Engstfeld/Weiss 40 Years (2011, mit Gunnar Plümer bzw. Hendrik Soll, Christian Ramond)
- The Good View (2016, mit Frederik Köster, Bastian Stein, Denis Gäbel, Christoph Möckel, Pablo Held, Omer Klein, Sebastian Sternal, David Helm, Oliver Lutz)
- Palanga (2020, mit Ryan Carniaux, Kristina Brodersen, Sebastian Sternal, Hendrika Entzian)
- Jazz Ensemble Düsseldorf From Town to Town (Jazzsick 2021, mit Reiner Witzel, Mathias Haus, Sebastian Gahler, Philipp van Endert, Nico Brandenburg sowie Grzegorz Piotrowski, Stuart Henderson, Gregorio Mangano)[1]
- Conversation with Six-String People (Jazzsick 2022, mit Sandra Hempel, Philipp van Endert, Norbert Scholly, Tobias Hoffmann, Matthias Akeo Nowak, Hendrika Entzian)[2]

## Lexigraphische Einträge
- Martin Kunzler: Jazz-Lexikon. Band 2: M–Z (= rororo-Sachbuch. Bd. 16513). 2. Auflage. Rowohlt, Reinbek bei Hamburg 2004, ISBN 3-499-16513-9.